# 黑盔犀鳥屬
是犀鳥目犀鸟科下的一個屬。本屬物種皆為分布于非洲的大型黑白犀鳥，目前下屬2個物種。

## 分類歷史
本屬為法國鳥類學家夏爾·呂西安·波拿巴於1860年建立。其模式種根據當時單型即為黑盔噪犀鸟。其屬名來自古希臘語的或（羅馬化：、，指「角」）及（指「裸露的」）組合而成。

## 物種列表
本屬物種列表如下：
- 黑盔噪犀鸟 Ceratogymna atrata (Temminck, 1835)
- 黄盔噪犀鸟 Ceratogymna elata (Temminck, 1831)

## 外部連結
- 维基共享资源上的相關多媒體資源：黑盔犀鳥屬
- 維基物種上的相關：黑盔犀鳥屬